# Max Reinhardt
Max Reinhardt (Baden bei Wien, 1873. szeptember 9. – New York, 1943. október 31.) osztrák–amerikai színész, színházi rendező.

## Élete

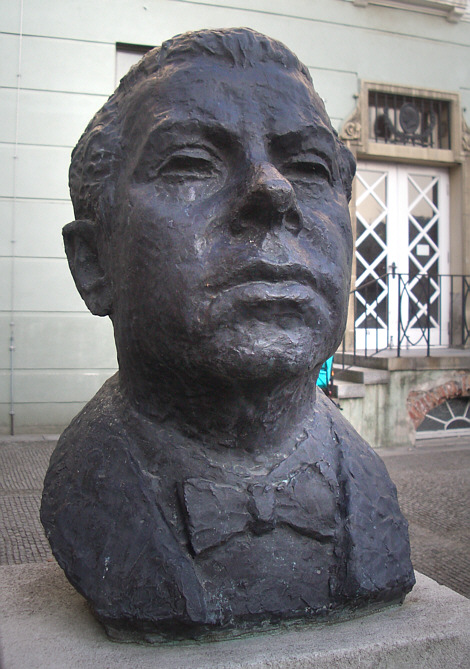
Max Reinhardt

Maximilian Goldmann néven született, osztrák zsidó családban. 1902-től a német nácik hatalomra kerüléséig (1933) különböző színházakban dolgozott Berlinben. 1905-től 1930-ig vezette a Deutsches Theatert Berlinben és közben a Józsefvárosi Színházat Bécsben (1924-1933). Bécsben ő figyelt fel a még gyermek Bulla Elma színészi tehetségére.
A korábbiakhoz képest hatalmas színházi technika, a színpadrendezés, a nyelv, a zene és a koreográfia összerendezésével új dimenziókat hozott a német színjátszásba.
1920-ban Reinhardt Richard Strauss és Hugo von Hofmannsthal társaságában megalapította a Salzburgi Ünnepi Játékokat. Miután a náci Németország egyesült Ausztriával (Anschluss), először Angliába, majd az Amerikai Egyesült Államokba emigrált.
Itt nagy sikerrel megrendezte Shakespeare Szentivánéji álom című darabjának népszerű, újabb színpadi változatát. 1935-ben filmváltozatot is rendezett. (A főbb szerepekben: James Cagney, Mickey Rooney, Joe E. Brown és Olivia de Havilland.) Németországban betiltották a filmet, mert a rendező és Felix Mendelssohn, a filmzene jórészének írója is zsidó volt.
1940-ben amerikai állampolgárságot kapott. Ekkor már másodszor volt házas, a felesége Helene Thimig színésznő volt. A Westchester Hills Temetőben (Westchester Hills Cemetery) nyugszik Hastings-on-Hudson-ban.
A fia, Gottfried Reinhardt jó nevű filmrendező volt.